# المركز الاستشفائي الجامعي بباتنة
يتكون المركز الإستشفائي الجامعي في باتنة من 540 سرير بما في ذلك 9 مصالح طبية و 6 مصالح جراحية وجناح للطوارئ الطبية والجراحية والتي تشمل: الطب الباطني، المرضى المحتفظ بهم، طب الأطفال، أمراض القلب، التخدير والإنعاش، أمراض الكلى وغسيل الكلى، أمراض الغدد الصماء العصبية، الحروق، أمراض الدم، الجراحة العامة، الوجه والفكين، جراحة الأطفال، المسالك البولية، جراحة العظام والكسور، جراحة الأعصاب، طب العيون.
بالإضافة إلى ذلك، تقدم مصالحه استشارات متخصصة في التخصصات التالية: الطب الشرعي، الطب المهني، جراحة الأعصاب، الأمراض الجلدية، طب الأعصاب، إعادة التأهيل الوظيفي، علم وظائف الأعضاء، أمراض الروماتيزم، أمراض الجهاز الهضمي، علم الأوبئة، جراحة الأسنان.
يضم المستشفى أيضا منصة تقنية تتكون من:
- أولا - 08 مختبرات في:

علم التشريح والأمراض، الكيمياء الحيوية، علم الأحياء الدقيقة، علم الطفيليات، علم الأنسجة، علم المناعة، مركز نقل الدم ومختبر أمراض الدم (وحدة الخدمة).
- ثانيا - مركز للأشعة مع 3 ملاحق والتي توفر على: ماسح ضوئي، تصوير بالرنين المغناطيسي، صدى البطن، صدى دوبلر، صدى عنق الرحم، صدى الثدي، تصوير الثدي الشعاعي.
- ثالثا- ستة مجمعات عمليات بها 22 غرفة عمليات.

## تاريخ المستشفى
أثناء فترة الإستعمار الفرنسي للجزائر، كان مستشفى باتنة مثل بقية المرافق العامة الأخرى في خدمة الجيش الاستعماري. وتحقيقا لهذه الغاية، تم بناؤه عام 1950، مقابل الثكنات مباشرة لجعله وحدة إستراتيجية.
في عام 1956، تغير تصنيف المستشفى ليصبح مستشفى مدني بافتتاح أربع خدمات (طب الأطفال والجراحة العامة والطب والأمومة) بالإضافة إلى منصة تقنية بسيطة مخصصة لوجهاء المدينة.
بعد الاستقلال، واصل هذا المستشفى مهمته بنفس الخدمات إلى غاية إنشاء المستشفى الجديد (المستشفى الحالي) الذي يحمل اسم «بن فليس التهامي».
افتتح هذا الأخير أبوابه في عام 1977 وخضع لعملية ترميم كجزء من الخريطة الصحية في عام 1982، مع تنظيمه عبر 29 قسمًا وفقًا للمرسوم 81/242 ليوم 5 سبتمبر من سنة 1981، بشأن إنشاء وتنظيم القطاعات الصحية.
صنف المستشفى في سنة 1986 مركز استشفائي جامعي ويعمل بموجب هذه الهوية القانونية حتى الآن بموجب المرسوم 86/303 الصادر يوم 16 ديسمبر من سنة 1986 المتعلق بإنشاء مركز استشفائي جامعي (CHU) في باتنة، بالإضافة إلى المرسوم 86/25 ليوم 11 فبراير 1986 حول القوانين الأساسية للمراكز الإستشفائية الجامعية.